# 孔查瓜火山

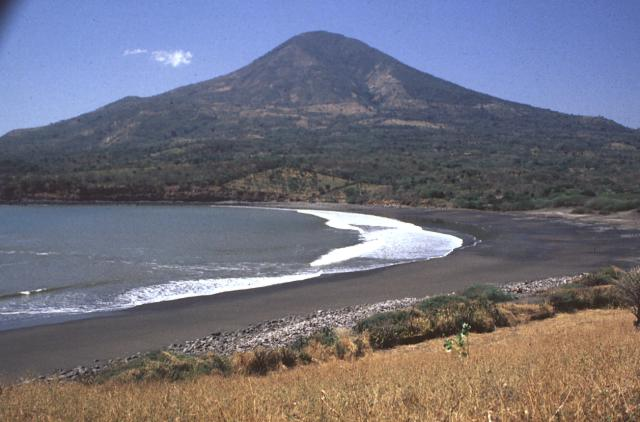

13°16′30″N 87°50′42″W / 13.275°N 87.845°W
孔查瓜火山（西班牙語：Volcán de Conchagua），是薩爾瓦多的火山，位於該國東南部，由拉烏尼翁省負責管轄，處於豐塞卡灣附近的孔查瓜，該火山海拔高度1,225米。